# Кали Картел
Кали Картел је био нарко картел из јужног дела Колумбије, у близини града Кали и долине реке Каука. Његови оснивачи су била браћа браћа Гилберто Родригез Орехуела, Мигел Родригез Орехуела и Хосе Сантакруз Лондоно. Они су су се одвојили од Пабла Ескобара и његових Медељинских сарадника касних 1980-их. Тада им се придружио Хелмер Паћо Херера.
На врхунцу своје моћи Кали Картел је био од 1993. до 1995. године, а сматра се да су имали контролу од преко 80% кокаинског тржишта. Оптужени су да су директно одговорни за раст кокаинског тржишта у Европи, контролишући такође преко 80% тржишта. Средином 1990. година, империја нарко бизниса Кали Картела је годишње зарађивала 7 милијарди долара.